# Максимилиан Йозеф фон Луксбург
Максимилиан Йозеф фон Луксбург (на немски: Maximilian Joseph Graf von Luxburg; * 29 септември 1823 в Дрезден; † 10 октомври 1881 в Мюнхен) е имперски граф на дворец Луксбург в Егнах на Боденското езеро.
Той е големият син (от 5 деца) на кралския баварски кемерер и посланик имперски граф Фридрих Кристиан фон Луксбург (1783 – 1856) и фрайин Мария Анна фон Гумпенберг-Пьотмес (1793 – 1854). Внук е на граф Йохан Фридрих фон Луксбург (1748 – 1820) и фрайин Каролина Мария Фогт фон Хунолщайн (1757 – 1820). Брат му граф Фридрих Райнхард (1829 – 1905) е президент на Унтерфранкен.

## Фамилия
Максимилиан Йозеф фон Луксбург се жени 1852 г. за Клементина Мария Наталия фон Гасер (* 10 януари 1832, Ст. Петербург; † 20 март 1877, Виена). Те имат пет деца:
- Николаус Максимилиан Фридрих Карл в.Луьбург (* 4 август 1853, Ст. Петербург; † 13 април 1928, Ваймар), женен за графиня Луиза Антония Фридерика Ванда фон Клинковщроем (* 17 февруари 1882 Берлин; † 8 февруари 1974), нямат деца
- Хайнрих Максимилиан Карл Рудолф фон Луксбург (* 28 януари 1855, Мюнхен)
- Фридрих Максимилиан Рудолф Паул фон Луксбург (* 29 март 1856; †5 май 1858, Мюнхен)
- Хелена Амалия Мария Анна фон Луксбург (* 14 август 1858)
- Мария Каролина фон Луксбург (* 11 март 1860)